# Samuel Davis Sturgis
Samuel Davis Sturgis (Shippensburg, 11 giugno 1822 – Saint Paul, 28 settembre 1889) è stato un generale statunitense.

## Biografia

### I primi anni e la carriera
Samuel D. Sturgis nacque a Shippensburg, in Pennsylvania. I suoi genitori erano James Sturgis e Mary Brandenburg. Entrò nella United States Military Academy all'età di vent'anni, diplomandosi trentaduesimo su cinquantanove cadetti della sua classe, ottenendo nel 1846 il brevetto di sottotenente del 2º reggimento dragoni. Studiò con John Gibbon, George B. McClellan, Jesse Lee Reno e George Stoneman, coi quali combatterà nell'esercito unionista, formandosi nel contempo al fianco di Ambrose Powell Hill, Thomas Jonathan Jackson, e George Pickett contro i quali invece si troverà a combattere nella guerra civile in quanto confederati.
Durante la guerra messicana, prestò servizio nel 1º reggimento dragoni e fu catturato e tenuto per otto giorni prigioniero  dopo la battaglia di Buena Vista, in Messico. Dopo la guerra, servì nel West, fu promosso tenente e poi capitano e prese parte a diverse campagne militari della guerra contro gli indiani d'America. In questo periodo venne inviato a West Ely, nel Missouri, dove incontrò Jerusha Wilcox che divenne sua moglie dal 1851 e con la quale ebbe sei figli.

### La guerra civile
Quando scoppiò la guerra civile, Sturgis continuò a prestare servizio nel 1º reggimento dragoni. Venne promosso maggiore nel maggio del 1861 e successivamente venne trasferito al 4º reggimento di cavalleria. Nell'agosto del 1861, alla battaglia di Wilson's Creek, succedette al comando delle forze federali dopo la morte del generale di brigata Nathaniel Lyon. Nel marzo del 1862 venne nominato generale di brigata dei volontari, mentre il giorno della battaglia (10 agosto) venne promosso tenente colonnello dell'esercito regolare.
Dopo essersi spostato a Washington, ordinò il supporto al fronte del generale John Pope con la sua Armata della Virginia appena prima della seconda battaglia di Bull Run.
Sturgis passò quindi al comando della 2ª divisione del IX corpo d'armata nelle battaglie di South Mountain, Antietam e Fredericksburg.
Si spostò poi ad ovest col IX corpo d'armata nel 1863 e venne promosso tenente colonnello del 6º reggimento di cavalleria il 27 ottobre 1863 oltre ad accumulare una serie di comandi secondari nel Tennessee e nel Mississippi. Comandò il corpo di cavalleria del Dipartimento dell'Ohio conducendo delle operazioni nelle vicinanze di Dandridge nell'inverno 1863–1864. Nel giugno del 1864 fu sconfitto da Nathan Bedford Forrest nella Battaglia di Brice's Crossroads nel Mississippi, scontro che pose effettivamente la parola fine al suo impegno militare nel corso della guerra civile americana.

### Dopo la guerra civile
Sturgis ottenne il brevetto di generale di brigata e poi di maggiore generale delle reclute volontarie, ma nell'agosto del 1865 venne costretto a tornare nell'esercito regolare col suo grado di tenente colonnello del 6º reggimento di cavalleria. Il 6 maggio 1869 divenne colonnello ed ottenne il comando del 7º cavalleria, avendo quale proprio vice l'allora tenente colonnello George Armstrong Custer.
Sturgis divenne sovrintendente del servizio reclute a cavallo e responsabile del deposito di cavalleria presso Saint Louis, nel Missouri, quando buona parte del 7º cavalleria venne distrutto nel corso della battaglia di Little Big Horn (uno dei figli di Sturgis, il sottotenente James G. Sturgis, ufficiale del 7°, rimase ucciso in battaglia). Samuel Sturgis prese quindi personalmente il comando del reggimento e guidò il 7º cavalleria nella campagna militare contro la tribù dei Nasi Forati nel 1877. Sturgis e i suoi uomini combatterono presso il Parco di Yellowstone. Gli indiani riuscirono ad eludere Sturgis con una finta e continuarono la guerra nell'attuale Canada. Sturgis vinse invece la battaglia di Canyon Creek e gli indiani vennero costretti alla fuga malgrado la superiorità numerica.
Dal 1881 al 1886, Sturgis fu governatore della Soldiers' Home di Washington. Si ritirò dal servizio attivo nel 1886 e morì a Saint Paul (Minnesota) nel 1889. Venne sepolto con la moglie Jerusha (1827–1915) all'Arlington National Cemetery di Arlington (Virginia). Suo figlio Samuel D. Sturgis Jr. divenne generale dell'esercito statunitense e comandante di divisione durante la prima guerra mondiale. Suo nipote, Samuel D. Sturgis III, divenne anch'egli generale dell'esercito statunitense prestando servizio nel reparto dei genieri dal 1953 al 1956.

## Eredità
La città di Sturgis (Dakota del Sud) deve il suo nome proprio a Samuel D. Sturgis. Una statua che lo rappresenta a cavallo si trova all'entrata est della South Dakota Highway 34 - 79.
La nave trasporto "USS General S. D. Sturgis" (AP-137) della seconda guerra mondiale venne così chiamata in suo onore.